# Neolasioptera clematidis
Neolasioptera clematidis är en tvåvingeart som först beskrevs av Ephraim Porter Felt 1907.  Neolasioptera clematidis ingår i släktet Neolasioptera och familjen gallmyggor. Inga underarter finns listade i Catalogue of Life.